# Ardusat

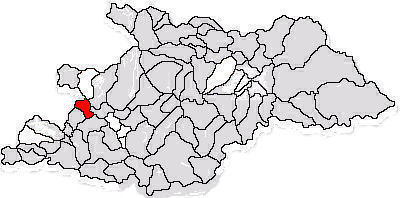
Die Lage der Gemeinde Ardusat im Kreis Maramureș

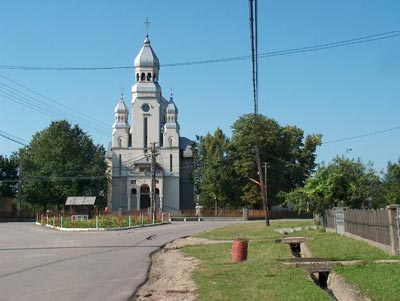
Kirche in Ardusat

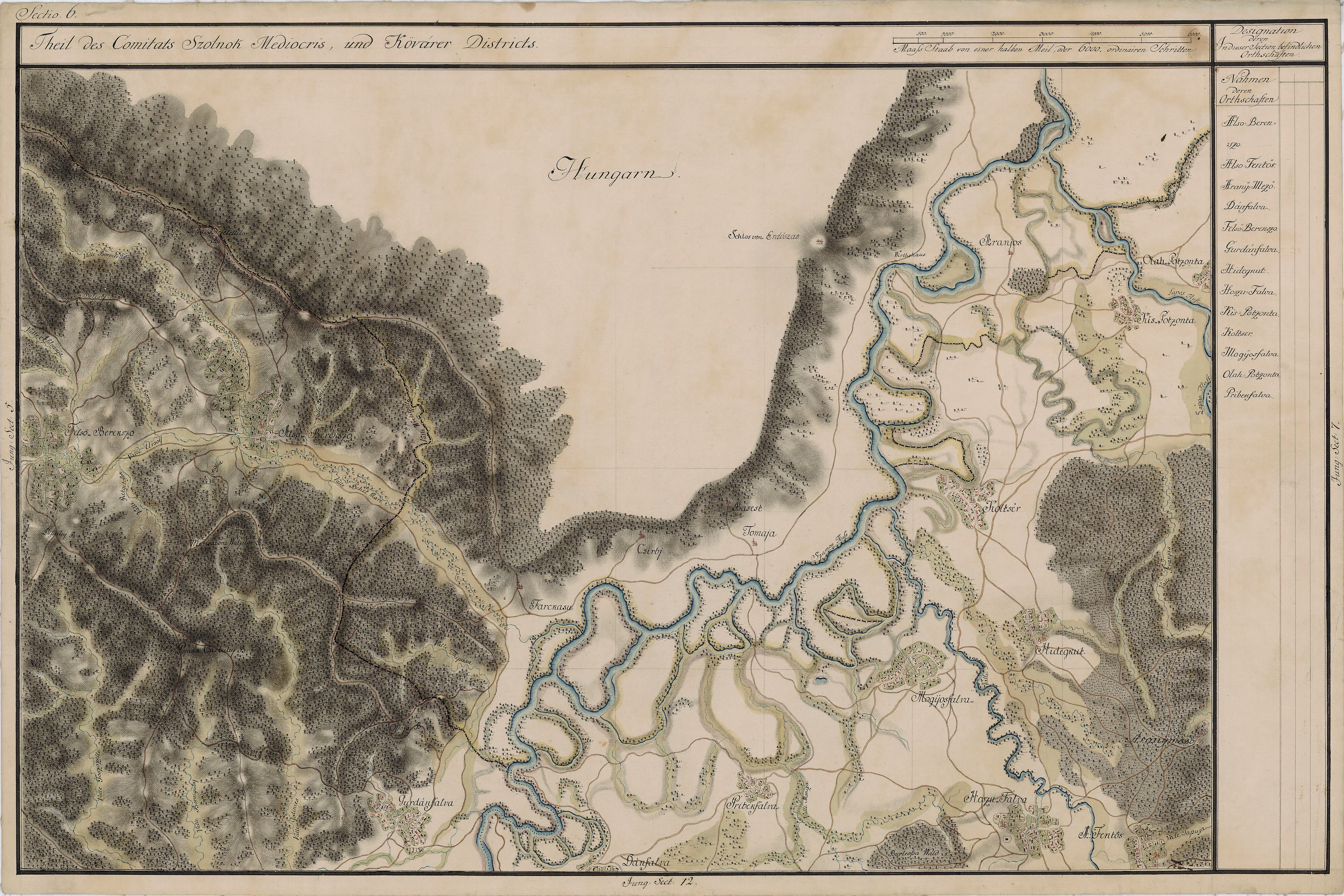
Erdösat auf der Josefinischen Landaufnahme

Ardusat (deutsch Erdösat, ungarisch Erdőszáda) ist eine Gemeinde im Kreis Maramureș im Norden Rumäniens. Zu der Gemeinde Ardusat gehören auch die Dörfer Arieșu de Câmp und Colțirea.

## Geografische Lage
Ardusat liegt im Nordwesten des Kreises Maramureș an der Kreisstraße (drum județean) DJ193, in 25 Kilometer Entfernung von der Kreishauptstadt Baia Mare. Die Gemeinde wird vom Someș durchquert.

## Nachbarorte
| Bicău           | Borlești                                    | Recea          |
| Poiana Codrului | Kompassrose, die auf Nachbargemeinden zeigt | Arieșu de Câmp |
| Buzești         | Fărcașa                                     | Satulung       |

## Geschichte
Ardusat wurde 1231 erstmals urkundlich unter der Ortsbezeichnung Erdezat erwähnt. Im Laufe der Zeit traten verschiedene Schreibweisen der Ortsbezeichnungen auf: Erdezat, Erdew Cshada, Erdewdzut, Erdewzada, Erdodszada.
1424 war das Dorf im Besitz der Familie Dragfi. 1569 erscheint das Dorf in den Urkunden der Zeit unter der Bezeichnung „Voievodatul Ardusatul Românesc“ (Rumänisches Fürstentum Ardusat).
Im 18. Jahrhundert gehörte das Gut Graf Karacsay de Valje-Szaka. 1748 ließ die Gutsherrenfamilie das Kastell errichten. Die Wohnungen der Bauern waren rund um das Kastell angeordnet.
Graf Degenfeld war von 1810 bis 1944 Gutsherr von Ardusat. 1814 begann der Bau des neuen Kastells mit 20 Räumen auf einem Hügel am Rande des Dorfes. Graf Degenfeld pflanzte in Ardusat einen Riesenmammutbaum (Sequoiadendron giganteum), der bis heute ein Wahrzeichen der Gemeinde ist.
Durch die Bodenreform von 1945 wurde das Gut des Grafen enteignet, parzelliert und an 441 Familien aus Ardusat, Arieșul de Câmp und Aciua (Kreis Satu Mare) aufgeteilt. Das Kastell jedoch wurde geplündert und verwüstet, selbst die Steine, aus denen das Kastell gebaut war, wurden gestohlen. Besonders tragisch war der Verlust der Bibliothek des Grafen. Die Familie Degenfeld floh 1945 nach Österreich. Nach der politischen Wende erhielt die Familie Degenfeld 180 Hektar Wald und 11 Hektar Ackerland zurück. Für den Rest des Ackerlandes erhielt sie eine Entschädigung
Vernier in der Schweiz ist eine Partnerstadt von Ardusat.